# New Glasgow
New Glasgow – miasto (town) w kanadyjskiej prowincji Nowa Szkocja, w hrabstwie Pictou, podjednostka podziału statystycznego (census subdivision), położona nad rzeką East Eiver, główny ośrodek usługowy także dla pobliskich hrabstw Antigonish i Guysborough. Według spisu powszechnego z 2016 obszar miasta to: 9,96 km², a zamieszkiwało wówczas ten obszar 9075 osób, cały obszar miejski (population centre) – 18 665 osób, natomiast aglomerację (census agglomeration) – 34 487 osoby.
Miejscowość, która powstała dzięki osadnikom ze Szkocji powstała w latach 80. XVIII w. i w połowie XIX w. była ważnym ośrodkiem szkutniczym (jednym z głównych budowniczych był kapitan George McKenzie), nazwana została jeszcze w czasie prac geodezyjnych przez Williama Frasera (ze względu na podobieństwo krajobrazu z pierwotnym Glasgow), a w 1875 otrzymała status miasta (town).
Według spisu powszechnego z 2006 obszar miasta zamieszkiwało 9455 mieszkańców, język angielski jest językiem ojczystym dla 97,7%, francuski - dla 1,0% mieszkańców.